# Tones on Tail
Pour les articles homonymes, voir Tones.
 Tones on Tail est un groupe de rock formé en 1983 par certains membres du groupe Bauhaus : Daniel Ash, Glenn Campling et Kevin Haskins.

## Discographie

### Albums
- 1984 : Pop

### Singles
- 1982 : Tones on Tail
- 1982 : There's Only One
- 1983 : Burning Skies
- 1984 : Performance
- 1984 : Lions
- 1984 : Christian Says
- 1984 : Go!

### Compilations
- 1984 : The Album Pop
- 1985 : Tones on Tail
- 1987 : Night Music
- 1990 : Tones on Tail
- 1998 : Everything!
- 1998 : Something!